# Cryosophila grayumii
Cryosophila grayumii R.Evans es una especie de planta perteneciente a la familia de las palmeras (Arecaceae).

## Distribución y hábitat
Es endémica de Costa Rica donde está tratada en peligro de extinción por pérdida de hábitat.

## Descripción
Es un simple tallo con palmas de las selva lluviosas que se desarrolla en las tierras bajas de tierra caliza en la costa del Pacífico.

## Taxonomía
Cryosophila grayumii fue descrita por Randall J. Evans y publicado en Systematic Botany Monographs 46: 42, f. 3b, 5b, 9b, 10d, 14d, 15b. 1995.
Etimología
Cryosophyla: nombre genérico poco aclarado que parece que deriva del griego antiguo: crios = "cabra" y phila - "amoroso", pero este significado parece absurdo.
grayumii: epíteto otorgado en honor del botánico estadounidense Michael Howard Grayum.